# Kenyu Sugimoto
Kenyu Sugimoto (杉本 健勇, Sugimoto Kenyu, Osaka, 18 november 1992) is een Japans voetballer die als aanvaller speelt bij Urawa Red Diamonds. Hij verruilde Kawasaki Frontale in voor Cerezo Osaka. Sugimoto debuteerde in 2017 in het Japans voetbalelftal.

## Statistieken
| Japans voetbalelftal | Japans voetbalelftal | Japans voetbalelftal |
| Jaar                 | Wed.                 | Dlp.                 |
| -------------------- | -------------------- | -------------------- |
| 2017                 | 5                    | 1                    |
| 2018                 | 3                    | 0                    |
| Totaal               | 8                    | 1                    |